# Вчера, днес и утре (филм, 2024)
„Вчера, днес и утре“ (на английски: Here) е американска драма от 2024 г., продуциран и режисиран от Робърт Земекис, базиран на графичния роман от Ричард Макгуайър от 2014 г. Във филма участват Том Ханкс, Робин Райт, Пол Бетани и Кели Райли.
Премиерата на филма се състои на AFI Fest на 25 октомври 2024 г. и излиза по кината в Съединените щати на 1 ноември 2024 г. в разпространение от „ТрайСтар Пикчърс“ (чрез „Сони Пикчърс Релийзинг“). Филмът получава смесени отзиви от критиката и печели 13 млн. щ.д. срещу бюджет от 45 – 50 млн. щ.д.

## Актьорски състав
- Том Ханкс – Ричард Йънг[13]
- Робин Райт – Маргарет Йънг, съпруга на Ричард[13]
- Пол Бетани as Ал Йънг, съпруг на Роуз и баща на Ричард[13]
- Кели Райли as Роуз Йънг, съпруга на Ал и майка на Ричард[13]
- Мишел Докъри – Полин Хартър
- Гуилям Лий – Джон Хартър, съпругът на Полин
- Офелия Ловибонд – Стела Бийкман, модел
- Дейвид Фин – Лео, изобретател
- Лесли Земекис – Елизабет Йънг
  - Лорън Макуийн – Елизабет като малка
  - Бо Гадсдън – Елизабет като тийнейджърка
- Джонатан Арис – Ърл Хигинс
- Даниел Бетс – Уилям Франклин
- Хари Маркъс – Джими
  - Олби Солтър – Джими като малък
- Лили Аспел – Бетани
- Джоел Улет – мъж от местно население
- Дани Маккалъм – жена от местно население
- Никълъс Пинок – Девън Харис[14]
- Ники Амука-Бърд – Хелън Харис, съпруга на Девън
- Каш Вандърпай – Джъстин Харис, син на Девън и Хелън
- Аня Марко Харис – Ракел[13]
- Жа Жа Роуз Земекис – Ванеса Йънг, дъщеря на Ричард и Маргарет
- Декстър Сол Ансел – малко момченце
- Стюарт Боуман – бизнесмен
- Ангъс Райт – Гилбърт Мур
- Тони Уей – Тед
- Джемима Рупер – Вирджиния

## В България
В България филмът излиза по кината на 29 ноември 2024 г. в разпространение от „Би Ти Ви Студиос“.